# Korcsmáros Jenő
Korcsmáros Jenő (Temesvár, 1932. április 25. – Debrecen, 2005. augusztus 20.) Jászai Mari-díjas magyar színművész, a debreceni Csokonai Nemzeti Színház örökös tagja.

## Életpályája
1957-ben a marosvásárhelyi Szentgyörgyi István Színművészeti Egyetemen diplomázott. 1957-1975 között a szatmárnémeti Állami Magyar Színház tagja volt. 1975-1992 között a debreceni Csokonai Nemzeti Színházban játszott, ahol örökös taggá választották.

### Magánélete
Felesége Molnár Erzsébet, gyermekeik: Andrea (1968) és Zoltán (1970).

## Főbb színházi szerepei
- Turai (Molnár Ferenc: Játék a kastélyban)
- Orgon (Molière: Tartuffe)
- Tót (Örkény István: Tóték)
- Porkoláb (Shakespeare: Szeget szeggel)
- Kuligin (Csehov: Három nővér)
- Barrabás (Ghelderode: Pilátus)
- Sulyok Andras (Illés Endre: Törtetők)
- Mülstadt Arthur (Füst Milán: A zongora)
- Az öngyilkos (Szép Ernő: Május)
- Durmonyás (Tamási Áron: Ördögölő Józsiás)
- Szerebjakov professzor (Csehov: Ványa bácsi)
- Az ügyész (Dosztojevszkij: Karamazov testvérek)
- Peachum (Bertold Brecht: Koldusopera)
- Professzor Szilágyi (Szabó Magda: Macskák szerdája)
- Malomszegi báró (Huszka Jenő: Lili bárónő)
- Unzu (Kinosita Dzsundzsi: A selyemtollú kócsag) Toyama Japán
- Nagydarab ember (Kinosita Dzsundzsi: Hétalvó) Toyama Japán
- Carlos (A. PASO: Hiszi, nem hiszi)

## Filmes és televíziós szerepei
- Devictus Vincit (1994)
- Üvegvár a Mississippin (1987)
- Rutinmunka (1986)

## Díjai és kitüntetései
- Csokonai-díj (1980)
- Jászai Mari-díj (1985)
- VI. Országos Színházi Találkozó – Különdíj (Tóték)
- Debreceni Csokonai Színház örökös tag (1992)
- Harag György Társulat Örökös Tagja

- Alkotói ösztöndíj (1993)